# Меньшиков, Андрей Викторович
Андре́й Ви́кторович Ме́ньшиков (19 апреля 1945 — 30 сентября 2017, Москва) — советский русский поэт, драматург и сценарист, автор текстов более 100 песен. Заслуженный деятель искусств Российской Федерации (1995). Член Союза журналистов РФ и Союза литераторов РФ. Ветеран труда.

## Биография
Учился в Московском инженерно-строительном институте, где овладел специальностью инженера. Связан с телевидением с 1960-х годов, когда был капитаном команды КВН МИСИ. С 1975 года работал на Центральном телевидении в должности заведующего отделом массовых передач и конкурсов молодёжной редакции. Создавал такие передачи, как «А ну-ка, девушки!», «Салют, фестиваль!», «Спринт для всех», «Вираж», «Весёлые ребята», «Наша биография».
В 1986 году принимал участие в возрождении КВН, который был закрыт в течение четырнадцати лет, однако был куратором лишь одного сезона 1986/1987 годов, после чего уволился из Главной редакции программ для молодёжи, столкнувшись, по его словам, с цензурой.
С 1987 года работал в детской редакции Центрального телевидения. Создавал передачи «Спокойной ночи, малыши!», «Будильник», «С утра пораньше», «Праздники детства» и другие. Был автором и режиссёром первого советско-американского детского телемоста «Можем быть одной семьёй». В 1988 году эта программа была удостоена премии «Эмми» Американской академии телевидения.
В 1991 году по приглашению руководителей ВГТРК Олега Попцова и Анатолия Лысенко создал и возглавил на новом Российском телевидении студию телепрограмм для детей и юношества — студию «Рост». Придумал передачи «Праздник каждый день», «Чудо-сказка», «Лукоморье», «Соник-суперёжик», «Башня» и многие другие, выходившие в эфир в 1990-е годы на каналах РТР и «Культура». За уникальную детскую ежедневную информационную программу «Там-там новости» был удостоен в 1995 году премии «ТЭФИ». Осенью 2000 года, после прихода Олега Добродеева, студия «Рост» на ВГТРК, которой он до последнего момента руководил, была расформирована.
С 2001 года и до конца жизни являлся редактором-консультантом телеканала РТР, затем переименованного в «Россия» и «Россия-1».
Неоднократно избирался членом программного комитета «Евровидения» по детскому телевидению. Лауреат многих международных и российских телепремий. Автор стихов множества песен для детей, автор пьес, мюзиклов, сценариев фильмов. Как поэт-песенник сотрудничал с Евгением Ширяевым, Александром Журбиным, Романом Майоровым, Анатолием Киселёвым, Олегом Сорокиным и другими композиторами. Написал почти все песенные тексты к мюзиклу «Воины духа», посвящённому подвигу 6-й роты Псковской дивизии ВДВ в Чечне в 2000 году. Главные роли в этой постановке исполнили Павел Смеян, Дмитрий Дюжев и Павел Майков.
Скончался на 73-м году жизни 30 сентября 2017 года.

## Награды и премии
- Почётное звание Заслуженный деятель искусств Российской Федерации (1995);
- Премия «ТЭФИ» за программу «Там-там новости» (Россия);
- Премия «Эмми» за программу «Мы можем быть одной семьёй» (США);
- Гран-при телефестиваля «Золотая антенна» за программу «Лукоморье» (Болгария);
- Диплом фестиваля «Prix juenesse» (Германия)[2][4].

## Фильмография

### Сценарист
- 1981—1985 — «Великолепный Гоша» (мультфильм)